# Oscar D. Ratnoff
Oscar Davis Ratnoff (* 23. August 1916 in Manhattan, New York City; † 20. Mai 2008 in Cleveland) war ein US-amerikanischer Hämatologe. Er ist vor allem für seine Beiträge zur Aufklärung der Blutgerinnungskaskade bekannt.

## Leben und Wirken
Ratnoffs Vater war praktischer Arzt in New York City. Oscar Ratnoff studierte an der Columbia University Medizin, mit dem M.D. als Abschluss (1939). Nach seiner Facharztausbildung und dem Militärdienst lehrte er zunächst an der Johns Hopkins University, bevor er 1950 an die Case Western Reserve University wechselte, wo er bis zu seinem Eintritt in den Ruhestand Ende der 1990er Jahre verblieb. 
Ratnoff veröffentlichte 302 wissenschaftliche Publikationen. Er beschrieb 1955 den Mangel an Hageman-Faktor (Faktor XII) und begann die Mechanismen aufzuklären, über die Kontakt mit bestimmten Oberflächen die Blutgerinnung einleitet. Ratnoff leitete Untersuchungen des Komplementsystems ein und beschrieb den Komplementfaktor C1 als Enzym. Auf ihn geht die Erkenntnis zurück, dass Blutgerinnung, Fibrinolyse, die Bildung von Kininen und das Komplementsystem eng miteinander verwoben sind, was seine Untersuchungen von Prekallikrein (Fletcher-Faktor) und High-molecular-weight kininogen (HMWK, Fitzgerald-Faktor) bestätigten. Gemeinsam mit Earl Davie schlug er das Modell eines Wasserfalls („Kaskade“) der Blutgerinnung vor. Anfang der 1970er Jahre entwickelte er mit Ted Zimmerman einen Immunoassay, um zwischen klassischer Hämophilie A (Faktor-VIII-Mangel) und Willebrand-Jürgens-Syndrom unterscheiden zu können. Anfang der 1980er Jahre gehörte er zu den ersten, die immunologische Auffälligkeiten und Idiopathische thrombozytopenische Purpura bei Patienten beobachteten, die mit Faktor-VIII-Konzentraten behandelt worden waren und sagte die Gefahr der Verseuchung dieser Konzentrate mit infektiösem Agens voraus, der später als HIV identifiziert wurde. Um das Risiko von Infektionen zu minimieren, propagierte Ratnoff frühzeitig die Verwendung von Kryopräzipitaten (aus gefrorenem Frischplasma) statt gepoolter Blutspenden zur Herstellung von Präparaten zur Behandlung von Gerinnungsstörungen.
Ratnoff war Mitglied des International Committee on Nomenclature of Blood Coagulation Factors, die die Gerinnungsfaktoren systematisch ordnete und aus der die International Society on Thrombosis and Haemostasis hervorging.
Ratnoff war verheiratet und hatte zwei Kinder.

## Auszeichnungen (Auswahl)
- 1972 Henry M. Stratton Lecture[1]
- 1975 Präsident der American Society of Hematology[2]
- 1976 Mitglied der National Academy of Sciences[3]
- 1985 Jessie Stevenson Kovalenko Medal[4]
- 1985 George M. Kober Lectureship[5]
- 1988 George M. Kober Medal[5]